# Capelinhos
Capelinhos, Vulcão dos Capelinhos, är en 1 043 m hög  vulkan på den västra delen av ön Faial i Azorerna.
Vulkanen hade ett utbrott som varade mer än ett år, mellan den 27 september 1957 och den 24 oktober 1958. Utbrottet som utökade öns yta med 2,4 km², utvecklade Ponta dos Capelinhos och orsakade 300 seismiska aktiviteter, skedde en kilometer utanför Ponta dos Capelinhos gamla position. Aska kastades upp en kilometer och det skedde enorma explosioner och ett flertal jordbävningar. 300 hus förstördes och 2000 människor evakuerades, de flesta emigrerade till USA och övriga Nordamerika.